# مذبحة غابة آرنسبرغ
مذبحة غابة آرنسبرغ (بالإنجليزية: Arnsberg Forest massacre) كانت جريمة قتل جماعي ارتكبتها القوات النازية في مارس 1945 في غابة آرنسبرغ، الواقعة في ولاية شمال الراين – وستفاليا في ألمانيا. وقُتل خلالها 208 يهوديًا من أسرى العمل القسري، في الأسابيع الأخيرة من الحرب العالمية الثانية في أوروبا.

## خلفية
في أواخر الحرب، ومع تقدم قوات الحلفاء في الغرب، شرعت السلطات النازية في عمليات تصفية للأسرى، خصوصًا أولئك المنقولين من معسكرات العمل. تم نقل مئات من الأسرى اليهود، أغلبهم من المجر وبولندا، إلى مناطق الغابات لتنفيذ عمليات قتل جماعي وتصفية سرية.

## المجازر
خلال ثلاث عمليات إعدام منفصلة وقعت في مارس 1945:
- تم إعدام مجموعات من الأسرى رمياً بالرصاص في مواقع مختلفة داخل غابة آرنسبرغ.
- استخدمت القوات النازية الحيل لجمع الضحايا، مدعيةً نقلهم إلى أماكن عمل جديدة أو إعادتهم إلى المعسكرات.
- تم دفن الجثث في مقابر جماعية، اكتُشف بعضها لاحقًا بعد التحرير.

## الجناة والمحاسبة
نُفذت المجزرة على يد وحدات من قوات الأمن الخاصة (SS) بمشاركة عناصر من الشرطة المحلية. بعد الحرب، جرت تحقيقات أولية من قبل سلطات الاحتلال الأمريكي، وتم توثيق الجريمة ضمن ملفات جرائم الحرب النازية.
لكن:
- لم تتم محاكمة مباشرة لغالبية المنفذين بسبب ضياع الأدلة، أو وفاة المسؤولين قبل تقديمهم للعدالة.
- بقي عدد من المشاركين مجهولي الهوية.
- أعيد فتح الملفات جزئيًا في ستينيات القرن العشرين، ضمن موجة محاكمات جرائم الحرب النازية في ألمانيا الغربية، لكن لم تُسجَّل إدانات نهائية محددة تتعلق مباشرة بهذه المذبحة.

## التحقيق والذاكرة
عُثر على مقابر جماعية في المنطقة في الأشهر التالية لانتهاء الحرب. ومنذ ذلك الحين، أُقيمت نُصب تذكارية لتكريم الضحايا، خاصة في مواقع الاكتشافات.
في السنوات الأخيرة، تم تنفيذ عدة مشاريع تعليمية وبحثية لإحياء ذكرى المجزرة، منها:
- لوحات تفسيرية ونُصب في الغابة.
- أعمال أرشيفية لجمع أسماء الضحايا وتوثيق تفاصيل الأحداث.
- إدخال المجزرة في المناهج الدراسية الألمانية ضمن موضوعات الهولوكوست.